# Латвійська Соціалістична Радянська Республіка
Латвійська Соціалістична Радянська Республіка, спочатку Латвійська Радянська Республіка — комуністична держава, створена на окупованій Червоною армією частині Латвії (за винятком південно-західної частини Курземе) під час латвійської визвольної війни 1918-1920 років, яка існувала паралельно з Тимчасовим урядом Латвії, створеним Народною Радою та пронімецьким урядом Андріевса Ніедри.

## Історія
Збройні сили ЛСРР, які складалися з червоних латиських стрільців та інших підрозділів Червоної армії, швидко захопили більшу частину території сучасної Латвії, залишвши тимчасовому уряду Карліса Улманіса невеликий терен навколо міста Лієпая.
Уряд Стучки запровадив широкі комуністичні реформи, відновивши радикальний напрям політики від невдалого уряду Ісколата. 
Деякі реформи спочатку були популярними, наприклад, експропріація власності у буржуазії. 
Однак рішення про односторонню націоналізацію всіх сільськогосподарських угідь мало жахливі економічні наслідки для міст, оскільки підтримка режиму в селі різко зменшилася.
Селяни вже не погоджувалися постачати для городян продовольство на умовах уряду, дефіцит став гострим. 
Коли люди в Ризі та інших містах почали голодувати, що також спричинило широке невдоволення серед пролетаріату, хвиля червоного терору прокотилася як у селах, так і в містах, шукаючи ймовірних контрреволюціонерів, нібито відповідальних за провали режиму. 
Революційні трибунали та так звані Flintenweiber («Жінки-зброєносці») були пам’ятними складовими цієї хвилі терору.
Коли навесні 1919 року підтримуваний Антантою уряд Ульманіса здійснив контратаку за підтримки частин німецького Фрайкорпусу, вони швидко повернули втрачені території. 
Столиця, Рига, була відвойована 22 травня 1919 року, а територія ЛСРР була зменшена до частини Латгалії у східній Латвії до остаточної поразки в битві під Даугавпілсом об'єднаних латвійських і польських сил на початку 1920 року.
Поняття "відновлення" пізніше широко використовувалося істориками Латвійської РСР для виправдання того факту, що під час російської революції народ Латвії добровільно створив Ісколатстрельську республіку, за якою через кілька місяців німецької окупації послідувала Латвійська РСР, а в 1940 році, після "відновлення" радянської влади, була створена Латвійська РСР, стверджуючи, що Латвійська республіка була штучним утворенням, яке за підтримки Великої Британії та Німеччини лише поклало край радянській владі на 20 років.